# Kanton Brouvelieures
Der Kanton Brouvelieures  war bis 2015 ein französischer Wahlkreis im Arrondissement Saint-Dié-des-Vosges, im Département Vosges und in der Region Lothringen; sein Hauptort war Brouvelieures. Letzter Vertreter im Generalrat des Départements war von 1998 bis 2015 Étienne Pourcher (PS). 

## Lage
Der Kanton lag im Osten des Départements Vosges. 

Lage des Kantons Brouvelieures innerhalb des Arrondissements Saint-Dié-des-Vosges
Lage des Kantons Brouvelieures innerhalb des Départements Vosges

## Gemeinden
Der Kanton bestand aus zehn Gemeinden:
| Gemeinde            | Einwohner Jahr | Fläche km² | Bevölkerungsdichte | Code INSEE | Postleitzahl |
| ------------------- | -------------- | ---------- | ------------------ | ---------- | ------------ |
| Belmont-sur-Buttant | 288 (2013)     | 8,46       | 34 Einw./km²       | 88050      | 88600        |
| Biffontaine         | 426 (2013)     | 8,88       | 48 Einw./km²       | 88059      | 88430        |
| Bois-de-Champ       | 118 (2013)     | 17,69      | 7 Einw./km²        | 88064      | 88600        |
| Brouvelieures       | 470 (2013)     | 7,36       | 64 Einw./km²       | 88076      | 88600        |
| Domfaing            | 227 (2013)     | 3,9        | 58 Einw./km²       | 88145      | 88600        |
| Fremifontaine       | 480 (2013)     | 9,56       | 50 Einw./km²       | 88184      | 88600        |
| Mortagne            | 159 (2013)     | 22,2       | 7 Einw./km²        | 88315      | 88600        |
| Les Poulières       | 256 (2013)     | 2,98       | 86 Einw./km²       | 88356      | 88600        |
| Les Rouges-Eaux     | 87 (2013)      | 5,9        | 15 Einw./km²       | 88398      | 88600        |
| Vervezelle          | 130 (2013)     | 1,92       | 68 Einw./km²       | 88502      | 88600        |

## Bevölkerungsentwicklung
| 1962  | 1968  | 1975  | 1982  | 1990  | 1999  | 2006  | 2012  |
| ----- | ----- | ----- | ----- | ----- | ----- | ----- | ----- |
| 2.426 | 2.462 | 2.356 | 2.383 | 2.356 | 2.381 | 2.541 | 2.677 |